# Neva Morris
Neva Morris (3. august 1895 – 6. april 2010) var en amerikansk kvinde der med en alder på 114 år og 246 dage, var den længst-levende person i USA, efter den 114-årige Mary Josephine Rays død den 7. marts 2010. Da Morris den 22. december 2009 fyldte 114 år og 141 dage, overgik hun Olivia Patricia Thomas rekord som den ældste person, der havde levet i den amerikanske stat Iowa. Den 13. februar 2010 blev hun en af de 40 længst-levende mennesker nogensinde.
Om morgenen den 6. april 2010 døde hun med sin 90-årige svigersøn ved sin side. Hun var den anden ældste nulevende person i verden, og den sidste amerikanske person, der blev født i 1895. Hun efterladte en søn, otte børnebørn, nitten oldebørn, og flere store-oldebørn.